# Valentine Kalumba
Valentine Kalumba OMI (* 17. Januar 1967 in Mufulira, Sambia) ist ein sambischer Ordensgeistlicher und römisch-katholischer Bischof von Livingstone.

## Leben
Valentine Kalumba studierte ab 1994 an den Priesterseminaren in Mpima und Lusaka. Im Januar 2001 trat er in das Noviziat der Hünfelder Oblaten ein und legte am 20. Februar 2002 die ewige Profess ab. Am 22. Oktober 2005 empfing er das Sakrament der Priesterweihe.
Neben verschiedenen Aufgaben im Orden und in der Pfarrseelsorge war er von 2011 bis 2014 Direktor der ordenseigenen Radiostation in Mongu. Anschließend war er für ein Jahr Ökonom des Ausbildungszentrums für Philosophie in Ouagadougou. Zusätzlich war er seit 2011 Vizedelegat der sambischen Oblaten und seit 2014 Pfarrer im Bistum Kabwe.
Papst Franziskus ernannte ihn am 18. Juni 2016 zum Bischof von Livingstone. Die Bischofsweihe spendete ihm sein Amtsvorgänger Raymond Mpezele am 3. September desselben Jahres. Mitkonsekratoren waren der Bischof von Chipata, George Cosmas Zumaire Lungu, und der Bischof von Kabwe, Clement Mulenga.